# Ilyophis arx
Ilyophis arx är en fiskart som beskrevs av Robins, 1976. Ilyophis arx ingår i släktet Ilyophis och familjen Synaphobranchidae. Inga underarter finns listade i Catalogue of Life.